# Verbascum hausmanni
Verbascum hausmanni är en flenörtsväxtart som beskrevs av Celak. Verbascum hausmanni ingår i släktet kungsljus, och familjen flenörtsväxter. Inga underarter finns listade i Catalogue of Life.